# The Open Road
Pour plus de détails, voir Fiche technique et Distribution.
The Open Road est un film muet américain réalisé par Sidney Olcott, sorti en 1911, avec Gene Gauntier dans le rôle principal.

## Fiche technique
- Titre original : The Open Road
- Réalisateur : Sidney Olcott
- Photographie : George Hollister
- Société de production : Kalem Company
- Société de distribution : General Film Company
- Pays de production :  États-Unis
- Lieu de tournage : Jacksonville (Floride)
- Métrage : 300 mètres
- Format : Noir et blanc — 35 mm — 1,33:1 — Muet
- Genre : Film dramatique
- Durée : 10 minutes
- Date de sortie :
  - États-Unis : 22 février 1911 (New York)

## Distribution
- Gene Gauntier : La Gitane

## À noter
- Le film est tourné à Jacksonville en Floride.